# Cięćk
Cięćk – wieś sołecka w Polsce położona w województwie mazowieckim, w powiecie ostrołęckim, w gminie Myszyniec. Przez wieś płynie rzeka Szkwa.
Wierni Kościoła rzymskokatolickiego należą do parafii Trójcy Przenajświętszej w Myszyńcu.

## Historia
Wieś Cięćk położona jest, podobnie jak Charcibałda, w gminie Myszyniec. Miejscowość pojawia się na mapie Perthéesa z r. 1783. Jak podaje Słownik geograficzny Królestwa Polskiego w 2. połowie XIX w. była to wieś rządowa. Mieszkało w niej 241 osób, domów było 30. W 1827 r. w Cięćku domów było 24, mieszkańców zaś 149. Nazwa miejscowości jest zapisana w źródłach jako: Cięck i Cęck.
W latach 1921–1939 wieś leżała w województwie białostockim, w powiecie ostrołęckim, w gminie Myszyniec.
Według Powszechnego Spisu Ludności z 1921 roku wieś zamieszkiwało 238 osoby w 45 budynkach mieszkalnych. Miejscowość należała do parafii rzymskokatolickiej w  Myszyńcu. Podlegała pod Sąd Grodzki w Myszyńcu i Okręgowy w Łomży; właściwy urząd pocztowy mieścił się w Myszyńcu.
W wyniku agresji niemieckiej we wrześniu 1939 wieś znalazła się pod okupacją niemiecką. Od 1939 do wyzwolenia w 1945 włączona w skład Landkreis Scharfenwiese, rejencji ciechanowskiej Prus Wschodnich III Rzeszy.
W latach 1975–1998 miejscowość administracyjnie należała do województwa ostrołęckiego.